# Lodicule

Schéma de l'épillet et des fleurons des graminées montrant la position des lodicules.

Les lodicules (substantif féminin) sont des pièces florales présentes dans la fleur réduite des Poaceae (graminées).
Le plus souvent au nombre de deux, parfois trois, ce sont des structures délicates, petites écailles vertes membraneuses ou charnues, situées entre l'ovaire et la lemme, et la paléole si trois lodicules sont présentes.
Elles sont généralement considérées comme un vestige du périanthe, absent de la fleur des graminées (elles seraient l'équivalent des pétales des diccotylédones).
Malpighi fut le premier auteur à donner une description des lodicules en 1765. En 1810, Robert Brown donna une description détaillée de l'épillet et conclut que les lodicules représentaient des organes du périanthe. Häckel fut le premier en 1881 a reconnaître le rôle critique des lodicules dans l'ouverture des fleurons au moment de l'anthèse. Cependant, l'étude la plus approfondie de la biologie des lodicules est due  à Pissarek (Untersuchungen uber Bau und Funktion der Gramineen-Lodiculae, 1971) qui a notamment étudié divers aspects physiologiques de la fonction des lodicules.

## Nombre
Le nombre de lodicules est égal à deux chez la plupart des espèces de graminées, plus rarement trois principalement chez les Pharoideae, Puelioideae et Bambusoideae.
Il peut aller jusqu'à six, voire sept chez certaines espèces de Bambusoideae comme Ochlandra stridula. Elles peuvent aussi, plus rarement, être absentes, notamment chez les Anomochlooideae.

## Fonction
Les lodicules jouent un rôle lors de la floraison (anthèse). Lorsque la fleur s'ouvre, leur gonflement, par turgescence, repousse les glumellules (lemme et paléole) qui s'écartent, permettant la projection des anthères (habituellement en premier), puis des stigmates vers l'extérieur de la fleur, facilitant ainsi la pollinisation par le vent. Lorsque les étamines sont « exsertées » en premier, on parle de « protandrie », et de « protogynie »  lorsque les stigmates apparaissent avant les anthères. Après quelques heures d'exposition des stigmates, les lodicules se dégonflent, ce qui permet à la lemme et à la paléole de se refermer sur le grain en développement.